# Turbo chinensis
Turbo (Batillus) chinensis là một loài ốc biển, trong họ Turbinidae.

## Tham khảo

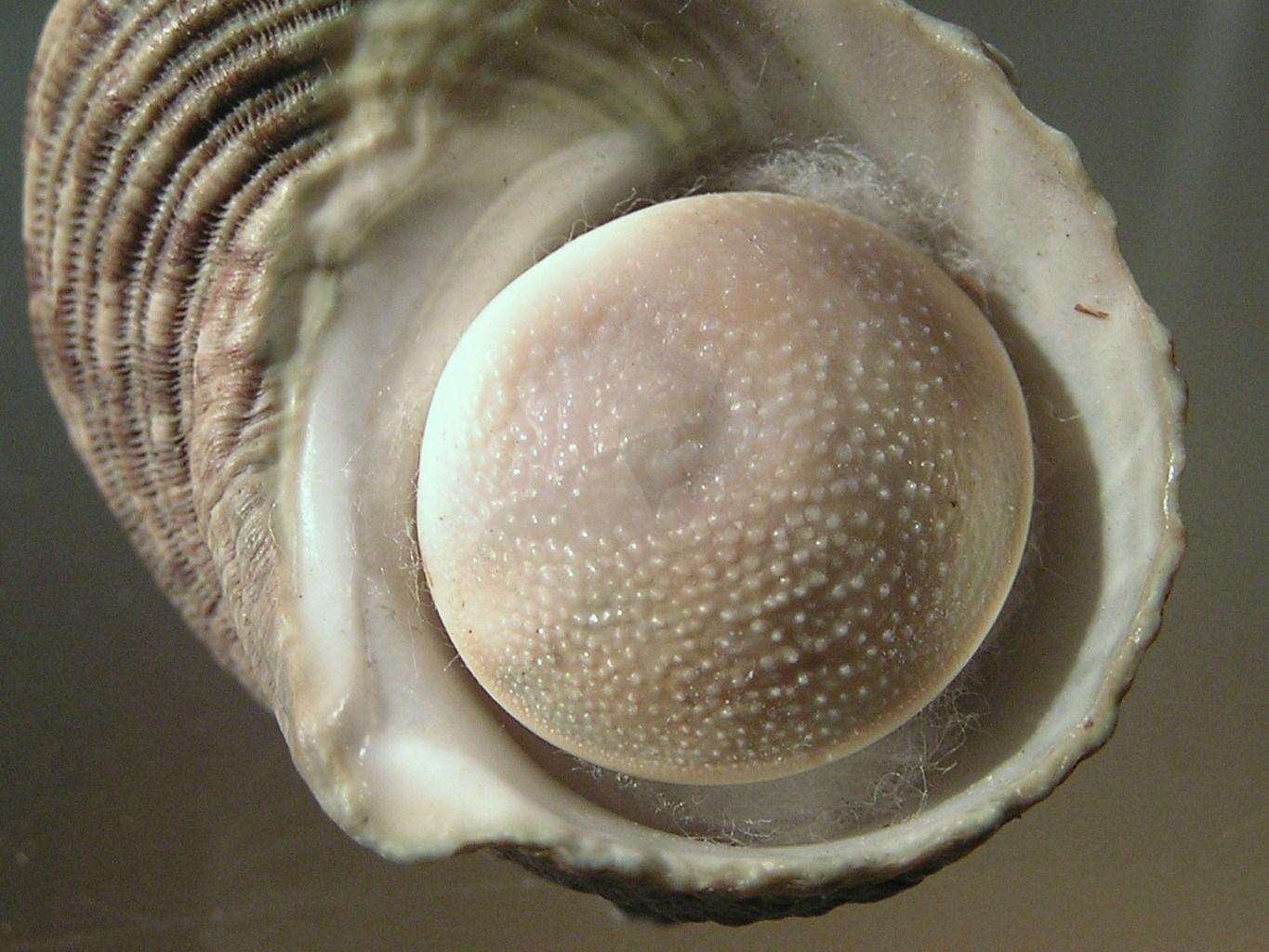
aperture and operculum
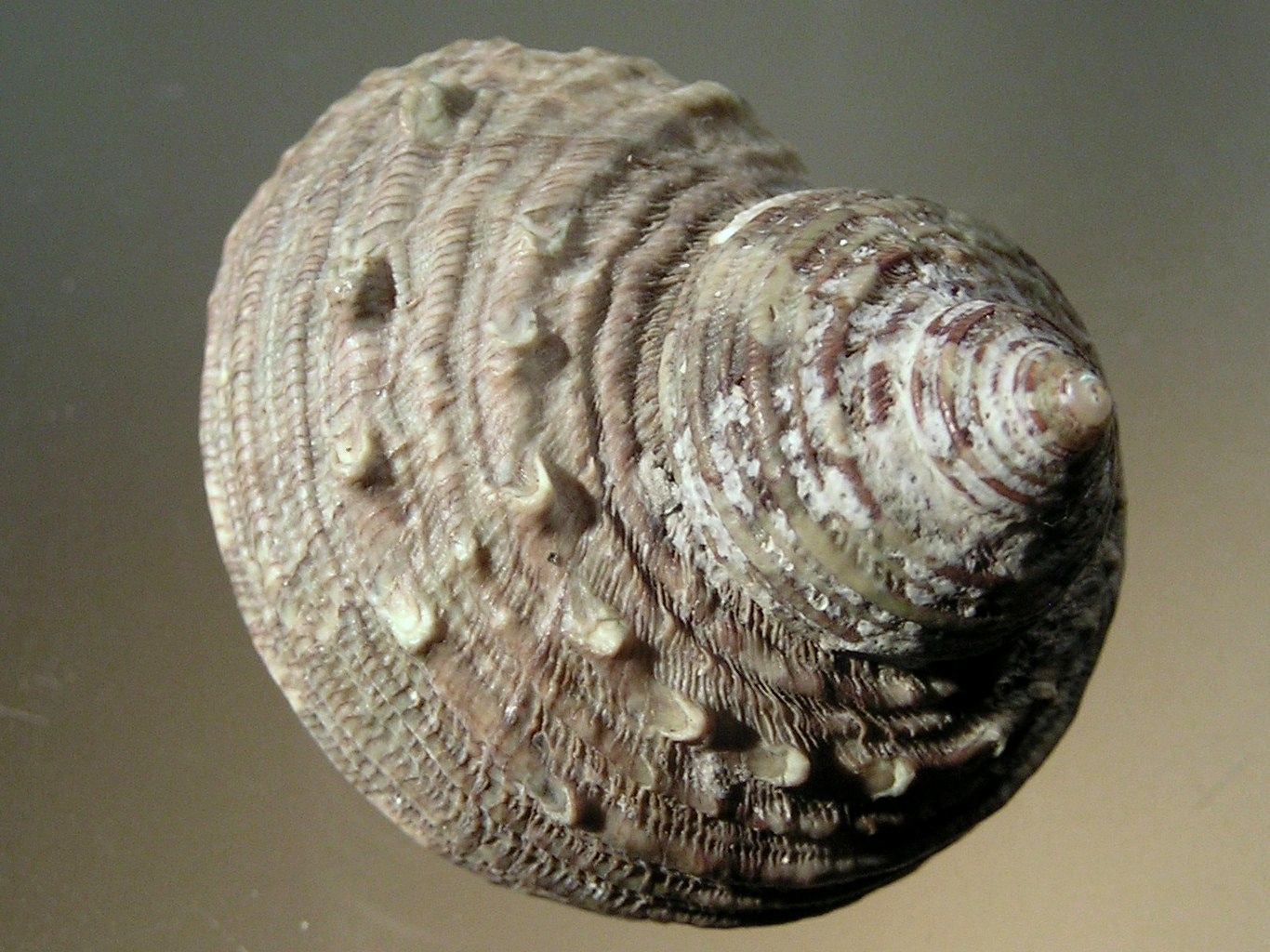
top view
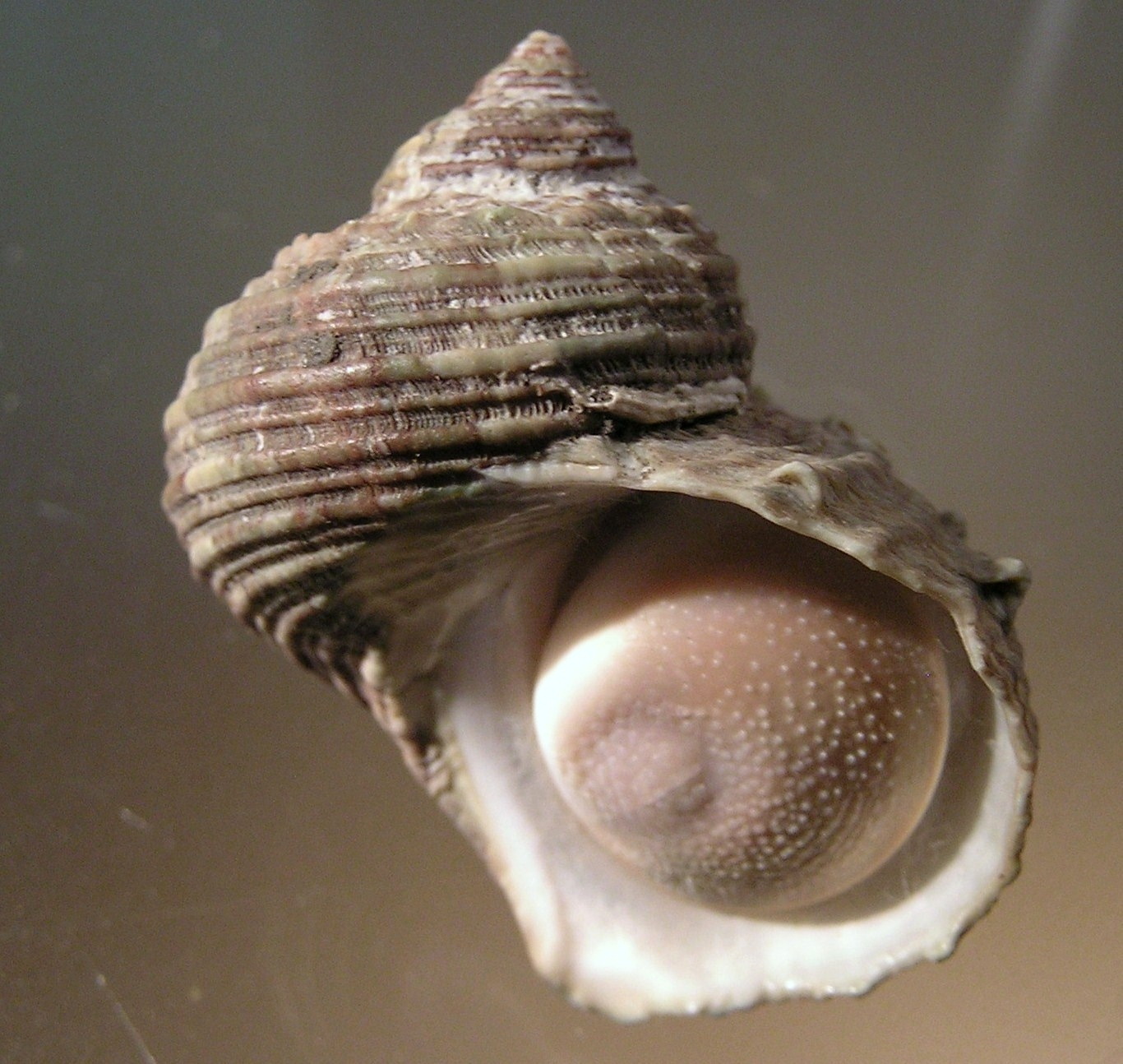
apertural view
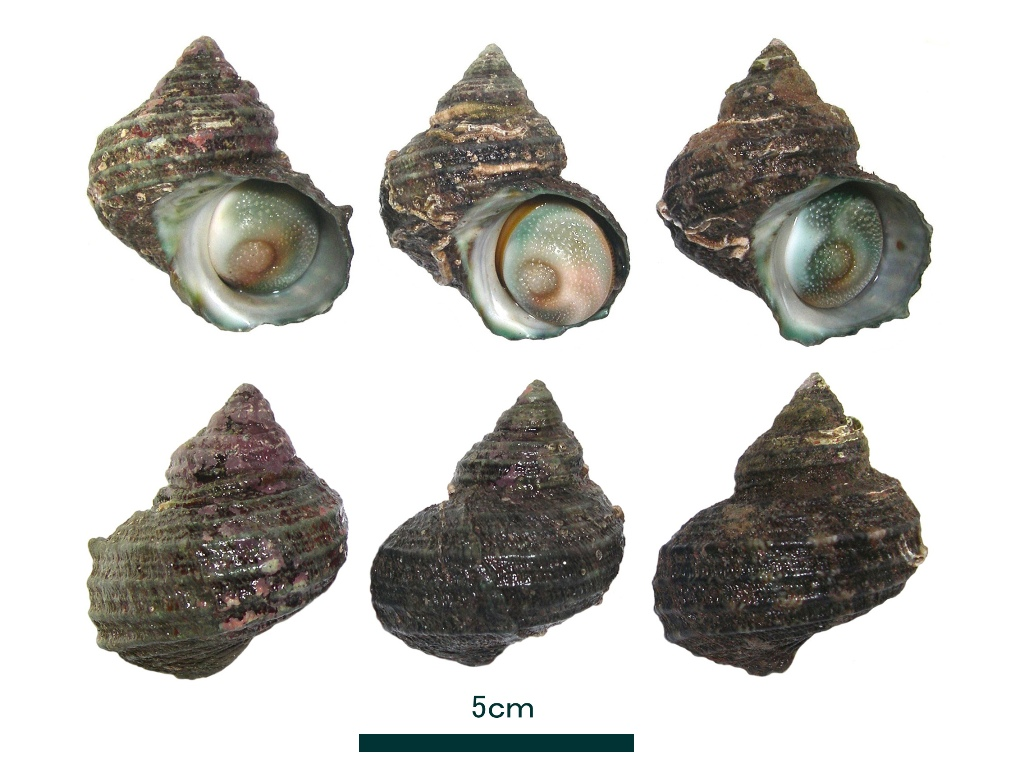